# Rodismus

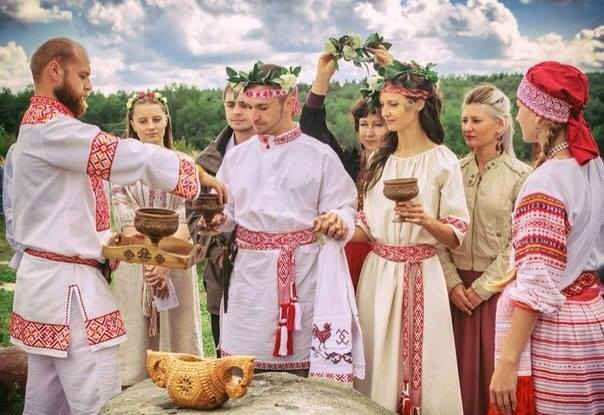
Rodistische Hochzeitszeremonie in Russland.

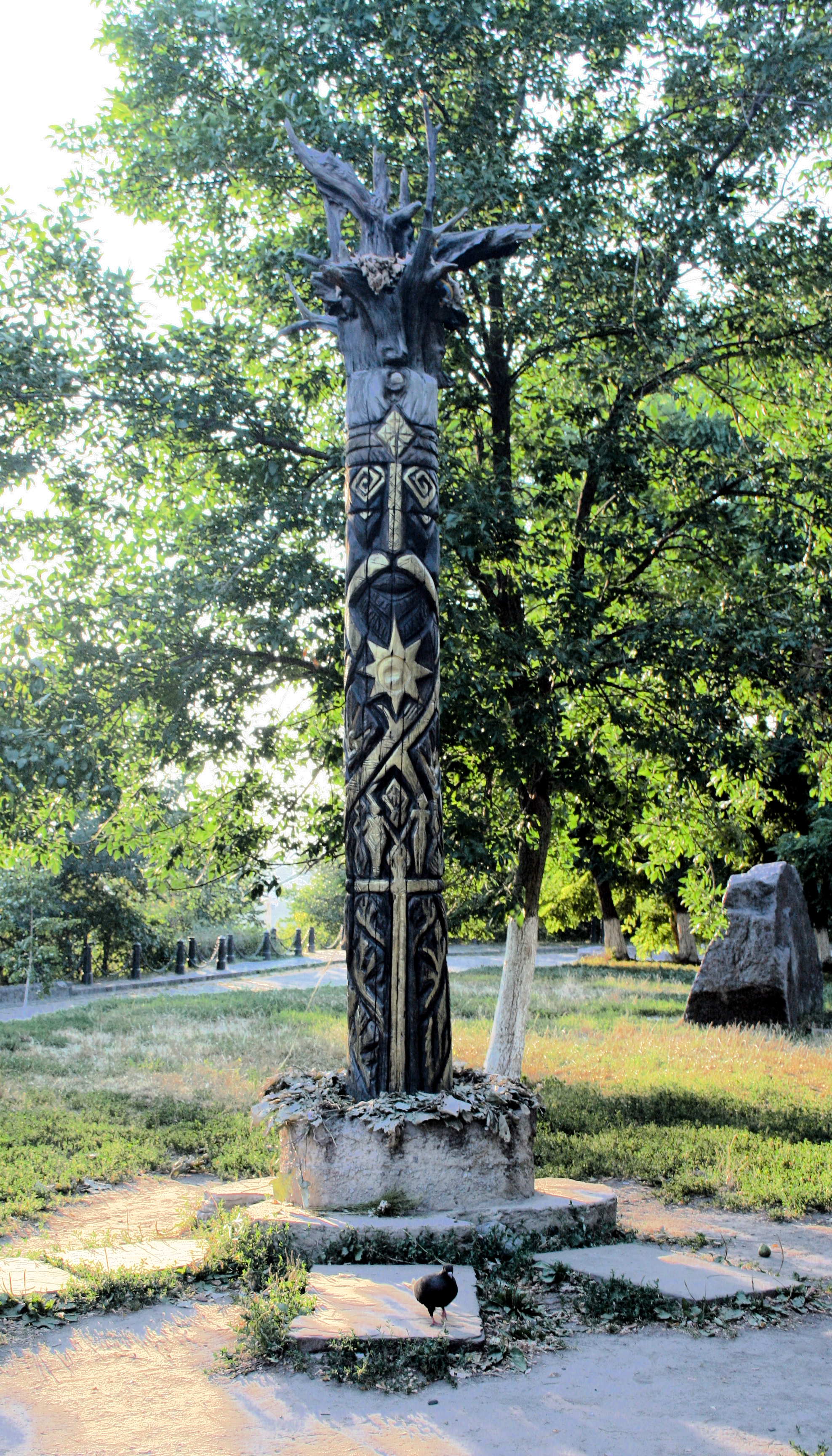
Neopaganische Statue für die slawische Gottheit Perun in einem Park in Kiew, 2012 von Unbekannten zerstört.

Als Rodismus (seltener dt. Rodnowerei, von russ. родноверие / rodnoverie, sowie poln. rodzima wiara oder rodzimowierstwo und ukr. рідянство / ridjanstvo oder рідновірство / ridnovirstvo) oder Slawischen Neopaganismus bezeichnet man zeitgenössische Bestrebungen zur Wiederbelebung der vorchristlichen ethnischen Religion der Slawen unter Berufung auf Kultur und Mythologie. Sie war und ist geprägt von Aspekten des Pantheismus, des Henotheismus und des Polytheismus.
In Polen, wo neopaganische Strömungen bereits Ende des 18. Jahrhunderts erste Anhänger fanden, gilt der Rodismus seit 1995 offiziell als anerkannte Religionsgemeinschaft. In Russland entstand hingegen Ende des 20. Jahrhunderts der Ynglismus.